# Key West The Newspaper
Key West The Newspaper, ou KWTN, est un journal hebdomadaire américain publié à Key West, en Floride, tous les vendredis.